# کلیسای آگغتسی
کلیسای آگغتسی (ارمنی: Ագեղցի (եկեղեցի)؛ انگلیسی: Ageghtsi) یک کلیسا متعلق به کلیسای حواری ارمنی واقع در شهر کوغب، استان تاووش ارمنستان می‌باشد. ساخت و ساز این ساختمان در سده ۱۷ام میلادی؛ به پایان رسید. این بنا به سبک معماری ارمنی طراحی شده است.